# Banca di Chosen
La Banca di Joseon o Banca di Chosen è stata la banca centrale della Corea coloniale e della Corea del Sud.  La banca ha emesso lo yen coreano dal 1910 al 1945 e il won dal 1945 al 1950.

## Storia e contesto
La banca è stata fondata dal Governatore Generale della Corea nel 1910 come Kankoku Ginkō, prendendo il posto delle filiali coreane private della Daiichi Kokuritsu Ginkō (Prima Banca Nazionale), che aveva fondato una filiale nel 1878. A seguito dell'annessione dell'impero coreano da parte del Giappone nel 1910, la banca fu riorganizzata e il suo nome fu cambiato per riflettere il nome ufficiale della Corea.
La banca rimase una società a capitale privato le cui azioni erano detenute da varie banche e società giapponesi; tuttavia, il consiglio di amministrazione era nominato dal Governatore Centrale della Corea.
I compiti della banca consistevano nell'emissione della valuta in Corea, nella regolamentazione dei prezzi interni e nel fornire servizi al commercio internazionale  con filiali site nel Manciukuò, nei principali porti cinesi e giapponesi, così come a Londra e New York.
La banca fu sciolta nel 1950 e sostituita dalla neocostituita Banca di Corea.